# Магноевич-Горни
Магноевич-Горни (серб. Магнојевић Горњи / Magnojević Gornji) — село в общине Биелина Республики Сербской Боснии и Герцеговины. Население составляет 392 человека по переписи 2013 года.